# Valley (Nebraska)
Valley – miasto w Stanach Zjednoczonych, w stanie Nebraska, w hrabstwie Douglas.